# Zweikampf (Sport)
Als Zweikampf bezeichnet man einen Kontakt zweier Teilnehmer eines sportlichen Wettkampfes, oder einer sportlichen Veranstaltung, bei dem sie in direktem Vergleich als konkurrierende Gegner kämpfen. Beide versuchen durch ihre sportliche Leistung den anderen zu übertreffen oder zu schlagen und somit als Gewinner des Zweikampfs hervorzugehen. Die Disziplin, in der die Leistung gemessen oder ausgetragen wird, wird durch die Sportart des Wettkampfes bzw. der Veranstaltung und der jeweiligen Situation bestimmt.
Der Zweikampf wird meist von einem der beiden Sportler gewonnen, er kann jedoch auch in besonderen Fällen durch gleiche Leistung oder durch Einflüsse von außen vorzeitig abgebrochen oder mit einem Unentschieden beendet werden.

## Teamsportarten

### Fußball
Bei einem Zweikampf im Fußball ist ein Spieler in Ballbesitz und ein Spieler der gegnerischen Mannschaft versucht ihm den Ball abzunehmen.
Der Spieler in Ballbesitz versucht durch Tricks, Täuschungen und schnelles Spielen des Balles am Gegner vorbeizuziehen, ohne den Ball zu verlieren. Der Gegner versucht sich ihm in den Weg zu stellen und ihm den Ball abzunehmen oder vom Ball zu trennen. Wenn dies nicht gelingt, wird oftmals ein Foul verwendet, um den Spieler zu stoppen.
Ein gewonnener Zweikampf bedeutet Ballgewinn; ein verlorener Zweikampf bedeutet Ballverlust.
Um Zweikämpfen aus dem Weg zu gehen, wird der Ball zu einem ungedeckten Spieler der eigenen Mannschaft gepasst.
Die Zweikampfquote ist ein Indikator für die Zweikampfstärke eines Spielers. Sie wird berechnet, indem die Anzahl der gewonnenen Zweikämpfe durch die Anzahl der insgesamt geführten Zweikämpfe eines Spielers geteilt wird.

## Einzelwettkämpfe

### Gewichtheben
Im Gewichtheben bezeichnet der Zweikampf die dritte Disziplin neben dem Reißen und dem Stoßen. Zuerst wird das Reißen absolviert, danach das Stoßen, wobei die jeweils besten Versuche beider Teildisziplinen addiert werden, um das Zweikampfergebnis zu berechnen. Der Zweikampf ist somit gesehen also keine eigene Disziplin, sondern lediglich eine Addition des Reißens und Stoßens. Bei Welt- und Europameisterschaften werden Medaillen in allen drei Disziplinen vergeben, bei den Olympischen Spielen nur im Zweikampf.
Kampfsport
Beim Kampfsport kämpfen zwei Menschen körperlich miteinander.